# Dolní Prysk
Dolní Prysk (německy Nieder Preschkau) je vesnice a část obce Prysk v okrese Česká Lípa v Libereckém kraji. Dolní Prysk leží na území chráněné krajinné oblasti Lužické hory asi 0,5 kilometru západně od Prysku. Dolní Prysk je také název katastrálního území o rozloze 5,63 km².

## Historie
První písemná zmínka o vesnici pochází z roku 1382.

## Obyvatelstvo
Při sčítání lidu v roce 1921 ve vsi žilo 691 obyvatel (z toho 351 mužů), z nichž bylo 78 Čechoslováků a 613 Němců. Kromě tří evangelíků, pěti členů nezjišťovaných církví a 28 lidí bez vyznání byli římskými katolíky. Podle sčítání lidu z roku 1930 měla vesnice 695 obyvatel: 92 Čechoslováků, 592 Němců a jedenáct cizinců. Většina (484 osob) se hlásila k římskokatolické církvi, ale třináct lidí bylo evangelíky, pět jich patřilo k církvi československé, čtyři k nezjišťovaným církvím a 189 lidí bylo bez vyznání.

## Pamětihodnosti
- Venkovské usedlosti čp. 8 a 49
- V katastrálním území Dolní Prysk leží i Vesnička, přírodní památka Pustý zámek[8] a Riedlova jeskyně.